# Robert Griffiths
Pour les articles homonymes, voir Griffiths.
Robert B. Griffiths (né le 25 février 1937) est un physicien américain de l'Université Carnegie-Mellon. Il est à l'origine de l'approche des histoires cohérentes de la mécanique quantique, qui a depuis été développée par lui-même, Roland Omnès, Murray Gell-Mann et James Hartle.

## Jeunesse et éducation
Robert B. Griffiths est né à Etah, Uttar Pradesh en 1937 de missionnaires presbytériens. Griffiths fréquente la Woodstock School, en Inde, de la quatrième à la dixième, avec ses frères et sœurs. Même à l'époque de Woodstock, les aptitudes mathématiques et scientifiques de Griffiths sont évidentes. L'annuaire de 1952 remarque que "Robert est célèbre pour ses longs arguments (et ses connaissances inégalées) en cours de chimie, sa capacité à" réciter "les tables de journal écrites de manière indélébile dans son cerveau et son habileté à réparer tout ce qui est électrique." Ce talent pour les systèmes électriques garde Griffiths à Woodstock pendant une partie de 1953, travaillant avec les divers systèmes de câblage de l'école.

## Carrière académique
Après son séjour à Woodstock, Griffiths fréquente l'Université de Princeton où il obtient un BA en physique en 1957. Il obtient ensuite une maîtrise et un doctorat en physique de l'Université Stanford en 1958 et 1962. Il est boursier postdoctoral de l'Université de Californie à San Diego de 1962 à 1964, professeur adjoint à l'Université Carnegie-Mellon de 1964 à 1967, devenant professeur agrégé en 1967 et professeur en 1969. Depuis lors, les contributions académiques de Griffiths sont largement reconnues. Il reçoit un Phi Beta Kappa en 1956, est boursier postdoctoral de la Fondation nationale pour la science de 1962 à 1964, boursier de recherche Alfred P. Sloan de 1966 à 1968, boursier de la Fondation John-Simon-Guggenheim en 1972 et reçoit le Prix scientifique principal de la Fondation Alexander-von-Humboldt en 1973. En 1981, il reçoit le prix A. Cressy Morrison de l'Académie des sciences de New York, en 1984, le prix Dannie Heineman de physique mathématique et en 1987, il est élu à l'Académie nationale des sciences.
Griffiths est bien connu pour ses recherches sur la mécanique statistique dans les années soixante et soixante-dix du siècle dernier, notamment les inégalités exactes dans le modèle d'Ising et l'introduction du modèle Blume- Emery -Griffiths (BEG), décrivant les points tricritiques.
Dans ses travaux et recherches plus récents, Griffiths se concentre principalement sur le domaine de la mécanique quantique et notamment l'application de l'information quantique au monde réel. En 1984, il lance un programme de recherche visant à combler le chaînon manquant entre la théorie et l'application tout en élaborant une forme entièrement cohérente de théorie quantique. Avec les contributions de plusieurs collègues clés, le projet aboutit finalement à ce que l'on appelle maintenant communément l'approche de l'histoire cohérente (ou décohérente) de la théorie quantique, désormais étudiée et appliquée efficacement dans plusieurs domaines du domaine de la mécanique quantique.
Griffiths est ensuite professeur de physique de l'Université Otto Stern à l'Université Carnegie-Mellon. Il a publié plus de 140 articles, ainsi que le livre Consistent Quantum Theory. Il est membre de Sigma Xi, membre de la Société américaine de physique et membre de l'American Scientific Affiliation. Il s'intéresse aux fondements de la mécanique quantique, au calcul quantique et à la relation entre la science physique et la théologie chrétienne,.